# Hada gredensis
Hada gredensis är en fjärilsart som beskrevs av Karl Schawerda 1938. Hada gredensis ingår i släktet Hada och familjen nattflyn. Inga underarter finns listade i Catalogue of Life.